# Aeroportul Bhadrapur
Aeroportul Bhadrapur (IATA: BDP, ICAO: VNCG) este un aeroport din Bhadrapur⁠(d), Jhapa District⁠(d), Koshi Province⁠(d), Nepal ce deservește zona Bhadrapur⁠(d). Aeroportul a fost tranzitat în 2019 de 281.000 de pasageri. A fost numit după zona deservită.
Situat la o altitudine de 91 m, aeroportul dispune de o singură pistă.